# Siège de Valenciennes (1567)
Pour les articles homonymes, voir Siège de Valenciennes.
Guerre de Quatre-Vingts Ans
Batailles
- Chronologie de la guerre de Quatre-Vingts Ans
- Valenciennes
- Austruweel
- Rheindalen
- Heiligerlee
- Jemmingen
- Jodoigne
- Brielle
- 1er Flessingue
- Malines
- Goes
- Mons
- Haarlem
- 2e Flessingue
- Borsele
- Zuiderzee
- Alkmaar
- Leyde
- Reimerswaal
- Mook
- Lillo
- Zierikzee
- 1er Anvers
- 1er Bréda
- Gembloux
- Rijmenam
- 1er Deventer
- Maastricht
- 2e Bréda
- Açores
- 2e Anvers
- 3e Anvers
- Boksum
- Zutphen
- 1er Berg-op-Zoom
- Gravelines
- 3e Bréda
- 2e Deventer
- Groningue
- Huy
- 1er Groenlo1
- 2e Groenlo
- Turnhout
- Nieuport
- Ostende
- L'Écluse
- 3e Groenlo
- Saint-Vincent
- Gibraltar
- Saint-Vincent (1621)
- 2e Berg-op-Zoom
- 4e Bréda
- 4e Groenlo
- Matanzas
- Bois-le-Duc
- Abrolhos
- Slaak
- Maastricht
- 5e Bréda
- Cabañas
- Calloo
- Les Downs
- Saint-Vincent (1641)
- Hulst
- Cavite

Le siège de Valenciennes, qui a lieu du 6 décembre 1566 au 24 mars 1567, oppose les troupes de Philippe de Noircarmes, gouverneur du comté de Hainaut, et la ville de Valenciennes, insurgée au cours de la révolte des Pays-Bas espagnols, dite « révolte des Gueux », contre le roi Philippe II et ses représentants.
Cette bataille, qui s'achève par la prise de Valenciennes, est un prélude à la guerre de Quatre-Vingts Ans (1568-1648), qui aboutira à la sécession, puis à l'indépendance des Provinces-Unies.

## Contexte

### Les Pays-Bas espagnols en 1566
En 1566, les Pays-Bas espagnols, issus de l'empire bourguignon de Charles le Téméraire, sont constitués de 17 provinces, allant de la Frise à l'Artois, dont le souverain (duc de Brabant, comte de Flandre, etc.) est, par le jeu des mariages et héritage, le chef de la maison des Habsbourg d'Espagne, le roi Philippe II. Depuis le règne de son père Charles Quint, ces 17 provinces constituent une entité spécifique, séparée du royaume de France ou du Saint-Empire, officiellement appelée « cercle de Bourgogne ».
Philippe II est représenté dans chaque province par un gouverneur (en néerlandais stathouder), et, pour l'ensemble, par le gouverneur général, à cette date sa demi-sœur Marguerite de Parme (la « gouvernante »). Les habitants sont représentés par les états de chaque province et par les états généraux des 17 provinces. La noblesse néerlandaise est représentée par plusieurs personnalités (notamment Guillaume d'Orange et le comte Lamoral d'Egmont) dans le conseil d'État, conseil de gouvernement qui assiste la gouvernante.
Les sujets de tension entre Philippe II et ses sujets néerlandais sont nombreux depuis son avènement en 1555 : politiques et fiscaux, mais aussi religieux (problème du traitement de la religion protestante, qui se développe fortement aux Pays-Bas). aboutissent à une crise grave en 1566, qui se transforme en une révolte, la « révolte des Gueux » (août 1566).

### La crise de 1566
Le 5 avril 1566, un groupe de nobles présente à la gouvernante une pétition, le « Compromis des Nobles », proposant la modération des placards en matière de religion et l'abolition de l'Inquisition pour maintenir la paix dans le pays ; les pétitionnaires reçoivent à cette occasion le surnom injurieux de « gueux », qu'ils reprennent à leur compte pour s'en glorifier (« banquet des Gueux », du 6 avril). Peu après, le conseil d'État se prononce pour la modération des activités de l'Inquisition et des placards (édits).
Cet épisode provoque un relâchement de la discipline religieuse, une intensification de la prédication protestante ; au mois d'août, cela aboutit à deux semaines de furie iconoclaste des calvinistes les plus radicaux, marquées par des destructions d'édifices religieux catholiques ou de leur mobilier. C'est le début de la révolte des Gueux. Dans l'ensemble, ce sont les régions situées au sud d'Anvers qui sont les plus touchées.

## Historique

### La rébellion de Valenciennes (août-décembre 1566)[2]
Marguerite de Parme, effrayée par les nouvelles qu'on lui transmettait des provinces, consent en séance du conseil d'Etat du 22 août 1566, d’accorder la liberté des prêches sur la base du statu quo. A Valenciennes à cette date, aucun prêche des ministres protestants n’avait eu lieu au sein de la ville. Mais le 23 août, la cité est en ébullition. On a appris qu’à Tournai « les sectaires » avaient envahi les églises et avaient détruit tableaux, sculptures, tombeaux, objets du culte, etc. Le 24 août, à l’instar de Tournai, la populace se précipite sur les églises et les dévaste. C’est la furie d’iconoclastes. Les autorités de Valenciennes n’ont aucune force suffisamment importante pour s’opposer à ce désastre. Les prédicants calvinistes, Guy de Brès (Bray) et Pérégrin de la Grange encouragent la foule. Le 25 août, ils prêchent pour la première fois dans la ville même, dans l’église Saint-Gery, après nettoyage par « ceux de la religion » des destructions, au béguinage et dans quelques autres églises. S’ouvrent alors des discussions entre les Calvinistes et les autorités sur le sens à donner au terme statu quo. Pour les autorités, il s’agit de la situation au 23 août. Les Calvinistes veulent, et pour cause, que le statu quo fût fixé au 25 août, acquérant ainsi le droit prêcher intramuros. Pour Philippe de Noircarmes, gouverneur et grand bailli de Hainaut et la duchesse de Parme, le statu quo ne peut être autre que celui existant au 23 août. De septembre à novembre, les négociations se prolongent entre les membres du Consistoire et Noircarmes. Noircarmes cherche à négocier directement avec les représentants du Consistoire et les délégués du Magistrat. Les membres du Consistoire se soustraient systématiquement aux rendez-vous. Ils veulent gagner du temps, convaincus que Valenciennes va être secourue par leurs coreligionnaires pour le triomphe de leur cause. Ce refus de dialogue est interprété par Noircarmes comme un refus de se soumettre à la volonté de la duchesse. Il menace de déclarer la ville rebelle. Le 29 novembre 1566, Noircarmes somme les catholiques et les partisans du roi de quitter la ville. Au sein de la ville, le désordre règne. Le Magistrat est dans l’impossibilité de siéger légalement. Nombre de ses membres ont fui. Pérégrin de la Grange est maître de la foule. Valenciennes est devenue la petite Genève du Nord selon les termes du 22 décembre 1566 de Morillon au cardinal de Granvelle. Le consistoire recrute des volontaires déguenillés, les « culs tout nus », pour la défendre. A leur tête, Michel Herlin , un des plus riches marchands de la cité.
Le 14 décembre la duchesse déclare la ville rebelle. Les Calvinistes ont la certitude qu’avec l’aide de Dieu leur cause va triompher, que leurs coreligionnaires leur viendront en aide. Des rebelles flamands se mettent effectivement en marche, mais ils rencontrent les armées royales. Ils sont aisément vaincus dans les environs de Tournai et de Lille. Déçus, les Calvinistes reportent leur espoir sur une armée de nobles confédérés à l'occassion du Compromis des Nobles avec Henri Bréderode à leur tête. Le bruit court qu’il rallie Valenciennes à la tête de 6.000 hommes. Mais, le 13 mars 1567, les troupes royales mettent en pièces à Austruweel, les bandes d’ordonnances de Bréderode . Le duc d’Arschot et le comte d’Egmont sont chargés par la duchesse de ramener la ville à la raison et sont chargés de lui imposer l’installation d’une garnison aux ordres du roi. Les délégués de la ville espèrent encore pouvoir négocier. Le duc et le comte laissent à ces délégués un délai de trois jours pour accepter ou non la garnison. Le consistoire s’y oppose. Le 17 mars, les émeutiers forcent l’arsenal de la ville. Les pièces d’artillerie sont traînées sur les remparts.

### Le siège
Les troupes de Noircarmes prennent position autour de la cité. Le 20 mars, elles investissent les faubourgs. Le 22 mars, l’artillerie royale ouvre le feu. Les artilleurs de la ville peinent à ajuster leurs tirs. Les défenses s’écroulent. L’effroi s’installe parmi les habitants. Les émeutiers commencent à douter de la parole des prédicants. Un billet arrive d’Anvers : Brederode ne sait rien faire, mieux vaut se rendre. Le Magistrat tente d’obtenir une trêve. Noircarmes refuse de suspendre son artillerie de brèche mais consent à le recevoir. Le Magistrat se dit prêt à consentir aux conditions du 13 mars : recevoir une garnison dans la ville et accorder le pardon à ceux qui ont pris part à la révolte. La réponse de Noircarmes est sans appel : la ville doit se rendre sans conditions ! Les promesses miraculeuses des prédicants s’effondrent. On le leur reproche ; on les cherche. Pérégrin de la Grange, Guy de Brès et le fils aîné de Michel Herlin ont fui nuitamment en barque. Les soldats de Noircarmes trépignent. Valenciennes a la réputation d’être riche : un beau butin les attend. Au petit matin, "les culs tout nus" cachent leurs armes, les églises autrefois désertées se remplissent. On y implore la clémence divine. Mais Noircarmes fait sonner la retraite. La ville s’est rendue. Ses soldats, déçus, obéissent. Aucun pillage n’aura lieu. On est le 23 mars 1567. C’est le dimanche des rameaux. La population va au-devant de Noircarmes portant des branches de feuillage et implorant sa pitié. Invitation est faite aux habitants de ramener armes et bannières à l’arsenal. Nul ne peut sortir ou entrer dans la ville sans autorisation.

### Conséquences

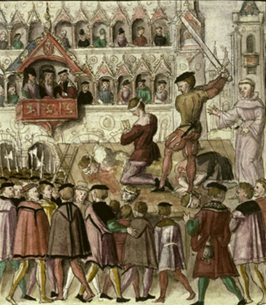
Enluminure d'Hubert Caillau (1526-1579). Exécution à Valenciennes. Ms 1183, Bib. municipale de Douais

Claude de la Hamaide, le prévôt-le-comte assurant en temps normal la police de la ville pour le compte du gouverneur, réintègre la cité. Tous les édiles y compris ceux qui ont émigré avant le siège, doivent se mettre à la disposition de la justice. Nombre d’entre eux sont assignés à résidence pour les punir de n’avoir pas su juguler les troubles. Ils « ont la ville pour prison ». Les membres du Consistoire, les soldats et officiers qui ont pris part à l’émeute sont arrêtés. Les prêches sont entièrement interdits. On cherche en vain les plus coupables. L’aubergiste d’une hôtellerie de Saint-Amand, intrigué par trois de ses hôtes en bel équipage, prévient son bailli. Pérégrin de la Grange, Guy de Brès et le fils ainé de Michel Herlin sont arrêtés et ramenés manu militari à Valenciennes. Les privilèges de la ville sont suspendus. Claude de la Hamaide Jean de la Val, et le colonel Clarembault sont désignés comme commissaires royaux. Ils sont assistés par les anciens greffiers. Ils dirigeront désormais la cité jusqu’au rétablissement des privilèges, le 16 juin 1574.
Le 7 avril 1567, Noircarmes emmène ses troupes. Le 11 est signé le décret de confiscation des biens de tous les habitants à l’exception de ceux qui n’ont pas pris part à la rébellion. Après plusieurs semaines d’instruction, le 31 mai 1567, Michel Herlin père et Michel Herlin fils sont exécutés par l’épée, Pérégrin de la Grange et Guy de Brès par la corde. Pérégrin de la Grange est en outre privé de sépulture.
Quelques autres sont exécutés, mais les exécutions cessent rapidement au grand regret des partisans de la répression. Pontus Payen s’étonne que « la racaille du peuple, les mutins pauvres qui avaient commis le principal désordre demeurèrent paisibles en leurs maisons » . Ces quelques condamnations ne sont rien par rapport à celles qui attendent la ville après l’installation par le duc d’Albe, le 20 septembre 1567, du Conseil des Troubles. On compte à Valenciennes 51 exécutions en 1568 et 70 en 1569 . Les confiscations, les artisans qui ont pris la fuite ou qui sont bannis, jettent bon nombre de citoyens privés de revenus dans la misère. Ville autrefois prospère, n'est plus que l'ombre d'elle-même. Pontus Payen conclut que "Madame la Duchesse, forçant son naturel, trouva convenable d'user d'une telleg sévérité allendroit des Vallencenois pour servir d'exemple aux aultres villes rebelles".

## Suites
En août 1567, la répression de la révolte des Pays-Bas est confiée au duc d'Albe à la tête de 10 000 soldats espagnols. Beaucoup de gens sont arrêtés, même sans avoir participé activement à l'insurrection (le comte d'Egmont est condamné à mort et sera exécuté en 1568), et beaucoup d'autres se réfugient à l'étranger, dont Guillaume d'Orange, qui lancera dès 1568 une offensive contre le duc d'Albe, début de la guerre de Quatre-Vingts Ans.

## Galerie

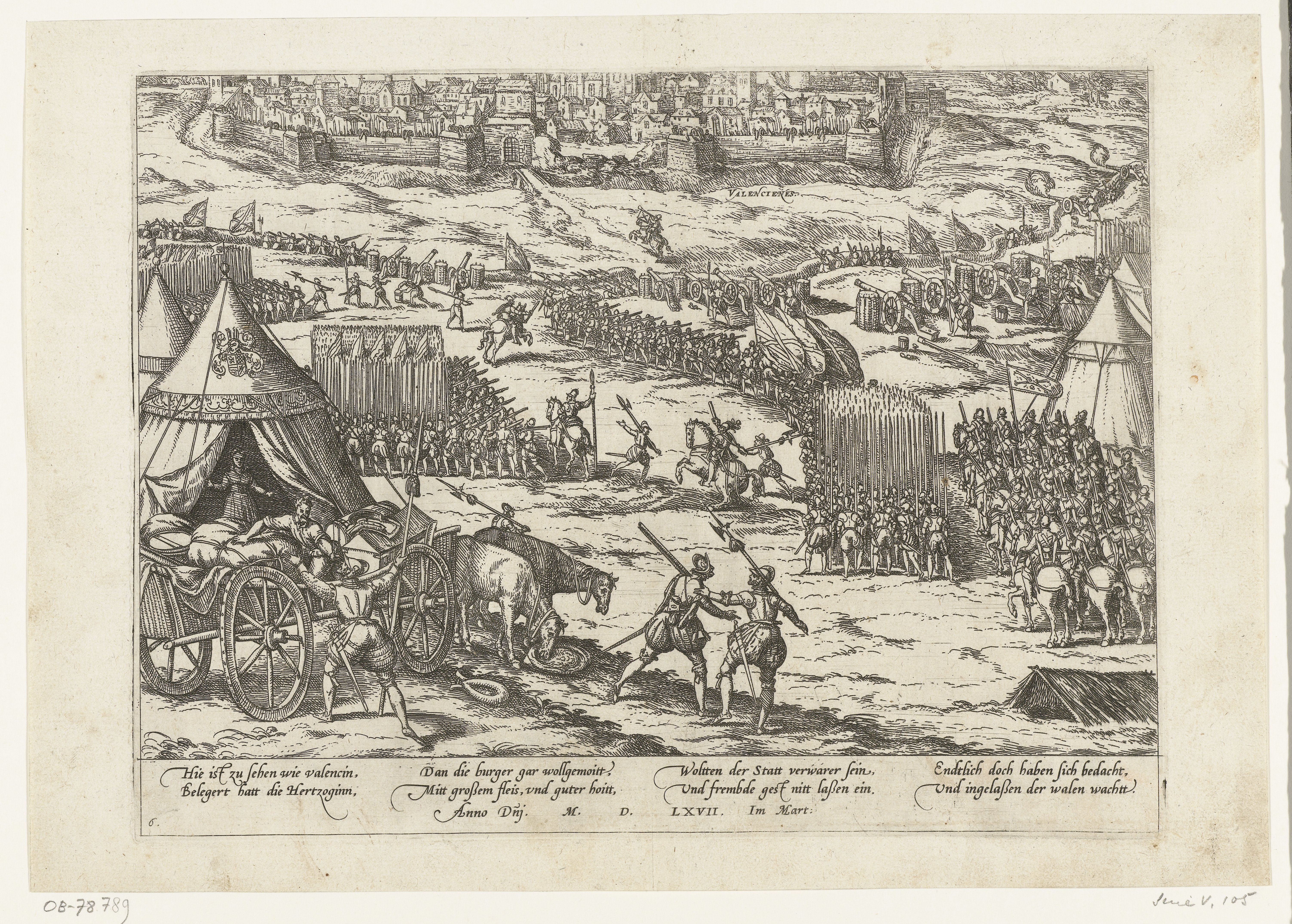
Le siège de Valenciennes, gravure de Frans Hogenberg (vers 1570)
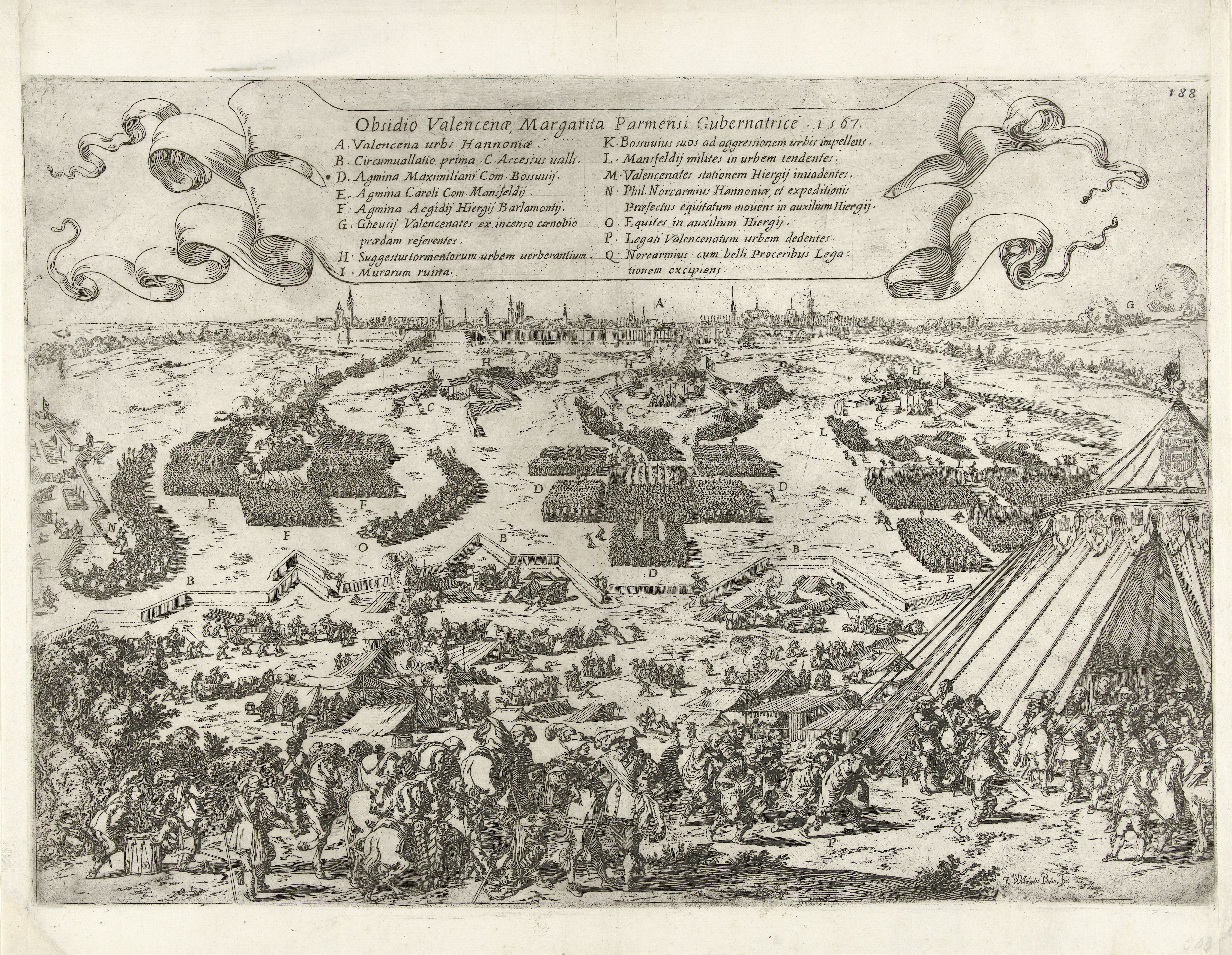
Le siège de Valenciennes, gravure de Johann Wilhelm Baur (vers 1630)
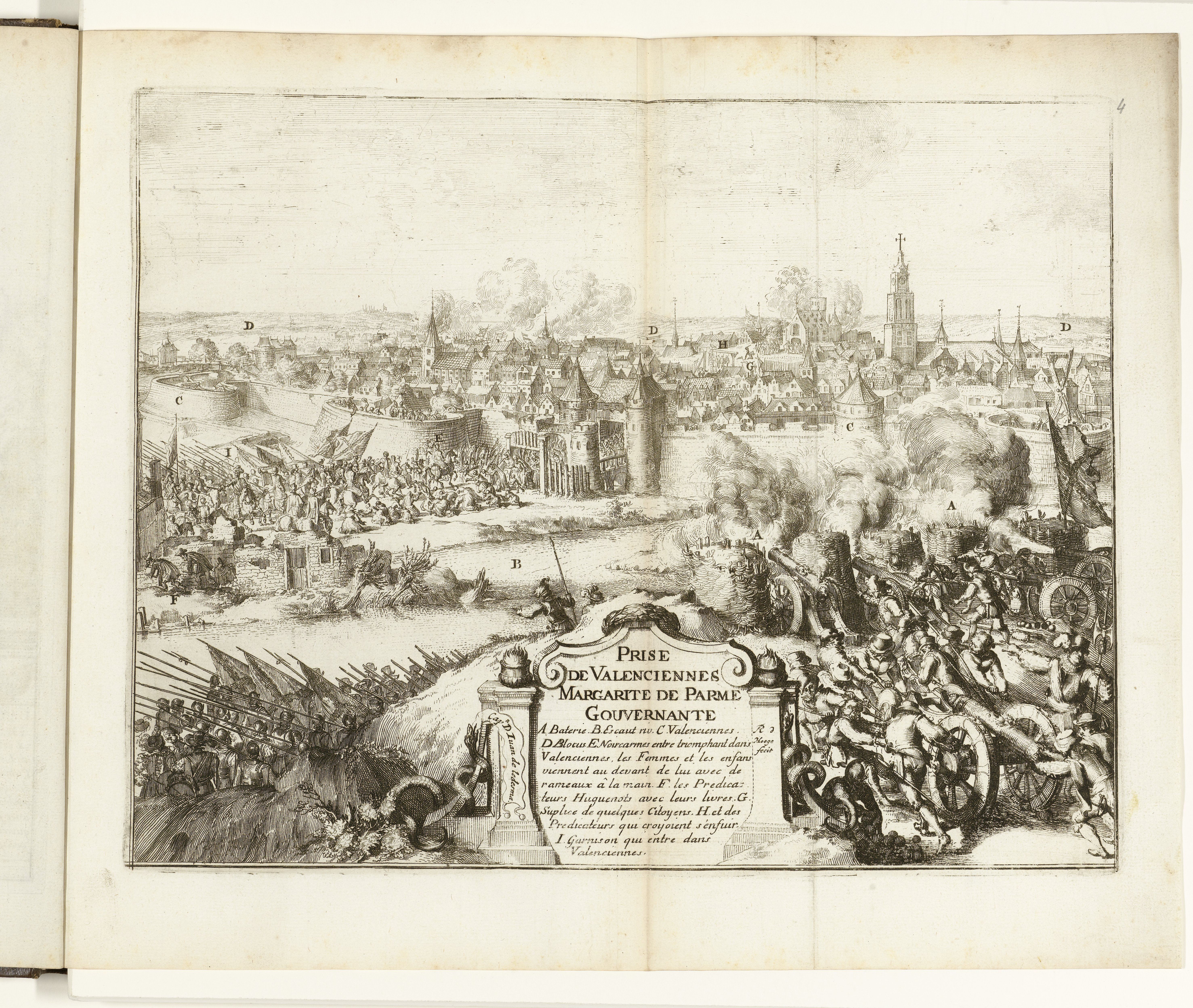
Prise de Valenciennes, gravure de don Juan de Ledesma (entre 1670 et 1699)